# Make Me Love You
Make Me Love You è un brano musicale della cantante sudcoreana Kim Tae-yeon, pubblicato il 5 aprile 2017 come estratto del repackage del primo album in studio My Voice.